# Lozano Olivares
Desiderio Babiano Lozano Olivares, que firmaba como Babiano, Desilo y sobre todo como Lozano Olivares, fue un importante ilustrador e historietista español (Madrid, 25 de marzo de 1909-Barcelona, 1985). Empezó su carrera como historietista y cartelista durante la Guerra Civil para progresivamente especializarse como ilustrador de libros desde 1940 hasta 1985, ejerciendo su profesión en las más conocidas editoriales españolas, a saber, Cantín, Editorial Molino, Hymsa, Furest, Caralt, Janés, Gustavo Gili, Toray, Vergara, Cumbres, Éxito y Bruguera. También publicó en Francia para Hachette. Su aportación fue decisiva en la historia de la ilustración por su versatilidad y su capacidad de innovación.

## Biografía

### Infancia y juventud
Nació en Madrid el 25 de marzo de 1909, hijo de Julio Babiano Carrasco y de Antonia Lozano Olivares y fue el menor de tres hermanos. A los doce años abandonó la escuela para empezar a trabajar como botones en el Banco Central. Su abuelo que descubrió y valoró sus capacidades por el dibujo y la pintura a una edad muy temprana, le regaló sus primeros utensilios, papel, pinceles y una caja de acuarelas, para lo que más tarde llegaría a ser su verdadera vocación y profesión.
De espíritu crítico y comprometido, la llegada de la República en 1931 le brindó un espacio para el desarrollo de sus múltiples inquietudes y el inicio de la Guerra Civil le llevó a integrarse en las Juventudes Socialistas Unificadas donde junto a Bardasano y otros, dibuja y firma como "Babiano" para periódicos, folletos y especialmente carteles destacando en el campo del cartelismo político; el lenguaje del cartel era un medio ágil, sintetizador e impactante que transmitía todos los mensajes urgentes desde todos los ámbitos culturales, sociales y políticos.

### Carrera artística
A partir de 1940, liberado del campo de concentración de Albatera (Alicante), gracias al ingenio, valor y tenacidad de su esposa, Manola Rodríguez, rehicieron su vida en Barcelona. Pintó tranvías, casetas de baño y paredes hasta conseguir reiniciar su labor gráfica, esta vez con el nombre artístico compuesto por los dos apellidos de su madre: Lozano Olivares. Reinició así una trayectoria creadora y artística de gran trascendencia, orientada a la edición de libros y revistas ilustradas, a la vez que en ningún momento renunció a su compromiso político en la lucha antifranquista por la libertad y la democracia. 
Uno de sus primeros trabajos como ilustrador lo realizó en Publicaciones Nuevocine (Ediciones Cinema / Ediciones Grafidea S.L.) y fue uno de los creadores gráficos del cuaderno de aventuras Bravo Español; otros trabajos suyos fueron publicados en la prestigiosa revista infantil Chicos y fue el responsable gráfico de casi la totalidad de las ilustracions de la revista Ímpetu, uno de cuyos directivos entonces era Manuel Sacristán.
Ilustró varios libros de literatura juvenil épica y de aventura, como La espada invencible, Atila y La Isla del Tesoro con litografías de una gran calidad y belleza para  Ediciones  Cantín. Ilustró  para Hymsa cuentos infantiles y, en la revista Lecturas (1943-56), historias y relatos cortos. Para Editorial Molino (1943-1957) fue el inolvidable autor de las ilustraciones de colecciones de cuentos infantiles y de aventuras para adolescentes así como uno de los más innnovadores artistas gráficos de las colecciones policíacas, de aventuras y misterio que publicaba la editorial en su Biblioteca Oro
A inicios de los años cincuenta ilustró novelas para diversos editores como Furest, Caralt, Janés y Gustavo Gili y, durante más de una década (1953-63),ilustró para la Editorial Toray innumerables portadas de novelas selectas. Durante 1954-57, desde México, Editorial Cumbre/Éxito editó una colección de libros de aventuras de escritores ilustres con sus portadas e ilustraciones y le siguió en 1959-60 una colección ilustrada en 12 volúmenes con el título “Mi libro encantado”. En 1959, para Editorial Vergara ilustró una serie de títulos para su colección de literatura clásica.
Realizó portadas e ilustraciones en todo el laberinto editorial de la Editorial Bruguera desde los años 50 hasta su fin en la década de los 80. Para esta editorial se prodigó en diversidad de estilos tanto en colecciones de calidad para literatura clásica y contemporánea como para sus colecciones de novela popular de los más diversos géneros: oeste, policíacas, ciencia ficción y terror. Muchos de sus trabajos se publicaron sin firma y otros quedaron registrados con el seudónimo de Desilo. También realizó pequeñas colaboraciones en Ediciones Victoria, Editorial Mateu y Veron editor en la primera mitad de la década de los 80.
Con posterioridad a su fallecimiento, ciertas editoriales como Ediciones B, con sede en Barcelona, y otras subcontratadas y ubicadas en Latinoamérica, siguen reeditando sus portadas e ilustraciones hasta nuestros días, sin por ello liquidar derechos de autor.

## Personalidad artística
Autodidacta por necesidad y  con vocación para investigar e innovar, utilizó todos los registros gráficos: la pluma y el pincel para la tinta; los buriles para los grabados en litografías y huecograbados; los pinceles y la espátula para el óleo: los pinceles para la acuarela y el gouache. Todos los medios de expresión en donde predomina el trazo dulce del pincel y la pluma; una pluma grácil, ligera y minimalista que trasmite el gesto y la expresión de los personajes; una pluma persistente  y cruzada , que trasmite la emoción de casi un grabado. Los buriles sobre la piedra, el cobre y  el boj.
El trazo firme y severo para el claro-oscuro del blanco del papel con la oscuridad de las tintas para describir la intriga y el misterio. El movimiento que requiere la acción, la cadencia que reclama el drama y la luz y los contrastes propios para proyectar la aventura y el misterio.
El color ajustado a cada estilo y cada época, pero siempre vigoroso, fresco, moderno y rompedor. La acuarela aterciopelada, la potencia del gouache y el relieve de un óleo con acento espatulado, buscando los efectos y el impacto de una técnica ambigua, misteriosa, difícil de definir. Utiliza una técnica mixta, donde se combina el soporte, el trazo y las diversas texturas para alcanzar la ambigüedad y la magia.
Elige y exhibe un estilo gráfico propio y diferente para cada autor, para cada época narrativa, para cada género, para cada colección y editor. Siempre se mostró penetrante con los múltiples personajes, creando una ambientación documentada y lograda, captando una acción con movimiento vibrante y preciso al reflejar el tiempo y la época. Su talento le permitió ser camaleónico al elegir los estilos y las técnicas que mejor se adaptaban a cada narración y hacerlo con una enorme amplitud de matices: de la sobriedad de El Quijote  a la gracia y humor ingenuo de un Tom Sawyer, pasando por los personajes más representativos de algunos de los autores más ilustres  de la literatura universal: Homero, Boccaccio, Shakespeare, Cervantes, Lope de Vega, Julio Verne, Allan Poe, Oscar Wilde, entre otros.
[editar]Obra

## Obra
Historietística
| Años | Título                             | Guionista       | Tipo                        | Publicación                  |
| ---- | ---------------------------------- | --------------- | --------------------------- | ---------------------------- |
| 1937 | Historietas de Babiano             |                 | Serie                       | La Voz de la Trinchera       |
| 1940 | Bravo Español                      | Canellas Casals | Serial                      | Grafidea                     |
| 1941 | Capitán Vélez, Lizárraga y Tomasín | Canellas Casals | Serial                      | Grafidea                     |
| 1942 | Biblioteca Atalaya                 |                 | Serial                      | Atalaya                      |
| 194- | La Novela Gráfica                  |                 | Serial                      | Reguera                      |
| 1946 | Zingar Dan                         |                 | Serial con Francisco Darnís | Bruguera: Viajes y Aventuras |
| 1947 | La Pagoda Flotante                 | Canellas Casals | Serie                       | Chicos (1ª época)            |
| 1947 | El Tesoro de la Selva              | Canellas Casals | Serie                       | Chicos                       |
| 1948 | El Rey Leproso                     |                 | Serie                       | Chicos                       |

Ilustración
Breve listado de la múltiple producción de Lozano Olivares como ilustrador en los años 40 y 50. Su labor artística se desarrolló hasta los años 80
| Años     | Colección                       | Ilustración                                 | Editorial | Títulos              |
| -------- | ------------------------------- | ------------------------------------------- | --------- | -------------------- |
| 1940-42  | Revista Ímpetu                  | Portada en color e ilustraciones interiores | Cantín    | 12                   |
| 1943     | Heroica                         | Portada en color e interiores a una tinta   | Cantín    | 3                    |
| 1943     | Tres hombres buenos             | Portada en color e interiores en b/n        | Molino    | Diversos             |
| 1946     | Superhombres. Red Colt          | Portada en color                            | Bruguera  | 6                    |
| 1946     | Superhombres. El fantasma       | Portada en color                            | Bruguera  | 6                    |
| 1949     | Alce Blanco                     | Portada en color e interiores en b/n        | Molino    | 5 (presumiblemente)  |
| 194?- 5? | Biblioteca Oro                  | Interiores en b/n                           | Molino    | 15 (presumiblemente) |
| 1945-52  | Famosas novelas                 | Portada en color e interiores en b/n        | Molino    | Diversos             |
| 1951-52  | Selecciones Biblioteca Oro      | Portada en color e interiores en b/n        | Molino    | Diversos             |
| 1956     | Novelas de Old Jeep & Marcassin | Portada en color e interiores en b/n        | Molino    | 10 (presumiblemente) |
| 1955-57  | Molino                          | Portada en color e interiores en b/n        | Molino    | 10 (presumiblemente) |
| 194?-5?  | Revista Lecturas                | Ilustraciones interiores                    | Hymsa     | Diversos             |